# Ōda
Oda (大田市 -shi) é uma cidade japonesa localizada na província de Shimane.
Em 2003, a cidade tinha uma população estimada em 33 101 habitantes e uma densidade populacional de 99,50 h/km². Tem uma área total de 332,69 km².
Recebeu o estatuto de cidade a 1 de Janeiro de 1954.

## Cidades-irmãs
- Daejeon, Coreia do Sul
- Kasaoka, Japão